# چای قراقویون‌لو
چای قراقوینلو (به لاتین: Çayqaraqoyunlu) یک منطقه مسکونی در جمهوری آذربایجان است که در شهرستان شکی واقع شده است. چای قراقویون‌لو ۱۵۶۰ نفر جمعیت دارد.